# August Degerman
Erik August Degerman, född 16 januari 1867 i Dorotea församling i Västerbottens län, död 18 augusti 1940 i Härnösand, var en svensk lärare och författare.
August Degerman var son till Per Magnus Mikaelsson Degerman, hemmansägare i Arksjön, Dorotea, och hans hustru Anna Matilda Johansdotter. Efter avlagd folkskollärarexamen i Härnösand verkade han som folkskollärare i staden fram till pensioneringen 1930. Han var också ordförande i Södra Ångermanlands distrikt av Templarorden. Vidare satt han i stadsfullmäktige under många år, där han också var vald till vice ordförande 1927–1932. August Degerman författade böcker om skolväsendet.
Han var från 1893 gift med Emma Margreta Lidborg (1868–1935), dotter till sjömannen  Per Lidborg och Stina Märta Karlström. Bland parets barn märks sonen Rolf Degerman (1909–1979), som blev musiker och far till musikern Sigge Wassberg. August Degerman är begravd på Nya kyrkogården i Härnösand.